# Ватенберг, Илья Семёнович
Илья (Эли) Семёнович Ватенберг (1887 — 1952) — журналист и адвокат, фигурант дела ЕАК. Полиглот, свободно владел идиш, английским, немецким, русским и несколькими славянскими языками.

## Биография
Родился в Галиции, Австро-Венгрия, в еврейской семье лесоруба в 1887. Учился в хедере и в гимназии, с тринадцати лет зарабатывал учёбу репетиторством, затем получил высшее образование. С 1905 по 1913 член еврейской социал-демократической рабочей партии «Поалей Цион» (ПЦ), с 1923 по 1933 член КП США. Семья эмигрировала в США в 1921, где он работал в том числе и консультантом «Амторга», переводил на идиш труды К. И. Каутского. В 1920 был избран в члены Центрального комитета ПЦ и в составе австрийской делегации участвовал в работе V съезда партии в Вене. В 1922 он познакомился с Чайкой Семёновной Островской и женился на ней. В 1926 завершает учёбу в Колумбийском университете, в который он поступил в 1923, и становится дипломированным американским адвокатом. В 1934 приехал в СССР из США. Работал в Совинформбюро и состоял в ЕАК. Являлся журналистом, старшим контрольным редактором в английской секции Издательства литературы на иностранных языках.
На момент ареста беспартийный, проживал на Большой Почтовой улице, дом 18/20, корпус 18, квартира 6. Арестован 24 января 1949, следственные органы МГБ СССР инкриминировали использование Еврейского антифашистского комитета и газеты «Эйникайт» для пропаганды еврейского национализма и передачи за рубеж сведений шпионского характера. Под давлением применявшим незаконные методы дознания подполковника Д. М. Артёмова вынужден был оговорить себя и благотворительную организацию «Джойнт». Осуждён ВКВС СССР по обвинению в измене родине к ВМН 18 июля 1952. Приговор приведён в исполнение 12 августа того же года. Посмертно реабилитирован 22 ноября 1955 определением Военной коллегии Верховного суда СССР. Место захоронения находится на Донском кладбище в могиле № 3. Следственное дело хранится в центральном архиве ФСБ РФ. Его жена, переводчица Ч. С. Ватенберг-Островская (1901 — 1952), была арестована на следующий день после ареста мужа, осуждена и расстреляна в один день с ним.